# Commission scolaire du Littoral
 (septembre 2020).
Pour les raisons suivantes :
- Les commissions scolaires québécoises étaient une forme de gouvernement local composé de commissaires élus et disposant de pouvoirs de taxation. Leur admissibilité dans Wikipédia est bien établie.
- Par contre, les centres de service scolaires sont plutôt des centres administratifs relevant du ministère de l'Éducation. Leur mode de gestion et leurs pouvoirs sont différents de ceux des commissions scolaires. Leur admissibilité selon les critères de Wikipédia n'a pas encore été démontrée.
- Vu leur nature différente, les éventuels articles sur les centres de services scolaires devraient être distincts de ceux des commissions scolaires, et non des renommages de ceux-ci.
- Les contributeurs sont invités à discuter de ce sujet sur Discussion Projet:Québec.

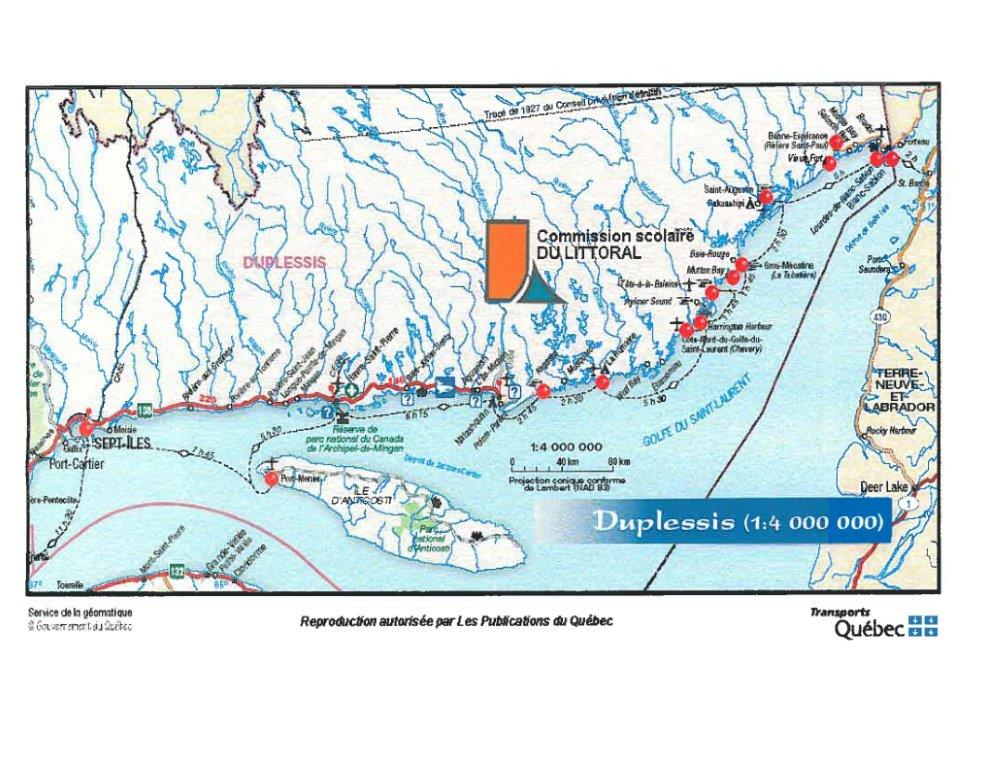
Carte du territoire de la Commission.

La Commission scolaire du Littoral est l'unique commissions scolaire à statut particulier qui a été abolie le 15 juin 2020. 
Elle est remplacée par le Centre de services scolaire du Littoral qui offre des services éducatifs en formation générale aux jeunes du préscolaire, du primaire et du secondaire ainsi que des services d'alphabétisation et de secondaire général à l'éducation aux adultes pour les communautés de la Basse-Côte-Nord et de l'Île d'Anticosti. Il s'agit de l'une des quatre centres de services scolaires de la région Côte-Nord.
Le Centre de services scolaire du Littoral possède des centres administratifs à Sept-Îles et Chevery.
Située le long du golfe du Saint-Laurent (situé dans la région de la Côte-Nord), le territoire de la Commission scolaire du Littoral comprend dix villages anglophones et quatre villages francophones, s'échelonnant de Côte-Nord-du-Golfe-du-Saint-Laurent à Blanc-Sablon, incluant L'Île-d'Anticosti, sur un territoire de 460 kilomètres. Les populations varient entre 100 et 1 000 habitants. La clientèle scolaire s'élevait à 453 personnes en 2017-2018.

## Établissements d'enseignement
La Commission scolaire du Littoral gère 11 écoles primaires et secondaires et 14 Centres d'éducation des adultes. :
- École Netagamiou (Côte-Nord-du-Golfe-du-Saint-Laurent)

Enseignement en anglais et en français au préscolaire et au primaire.

Enseignement en anglais de la 1re à la 5e secondaire et Centre d'éducation aux adultes.
- École Gabriel-Dionne (Côte-Nord-du-Golfe-du-Saint-Laurent)

Enseignement en français du préscolaire à la 5e secondaire et Centre d'éducation aux adultes .
- École Saint Augustine (Saint-Augustin)

Enseignement en anglais et en français au préscolaire et au primaire.

Enseignement en anglais de la 1re à la 5e secondaire et Centre d'éducation aux adultes.
- École Mgr-Scheffer (Blanc-Sablon)

Enseignement en français du préscolaire à la 5e secondaire.

Enseignement en anglais au préscolaire et au primaire.
- École Saint Theresa (Blanc-Sablon)

Centre d'éducation aux adultes.

### Enseignement en français
- École St-Joseph (L'Île-d'Anticosti)

Enseignement en français du préscolaire à la 2e secondaire et Centre d'éducation aux adultes.
- École Marie-Sarah (Côte-Nord-du-Golfe-du-Saint-Laurent)

Centre d'éducation aux adultes.

Enseignement en français du préscolaire à la 3e secondaire suspendu depuis l'année 2014-2015.

### Enseignement en anglais
- École Harrington (Côte-Nord-du-Golfe-du-Saint-Laurent)

Enseignement en anglais du préscolaire à la 3e secondaire et Centre d'éducation aux adultes.
- École Kegaska (Côte-Nord-du-Golfe-du-Saint-Laurent)

Enseignement en anglais au préscolaire à la 2e secondaire et Centre d'éducation aux adultes.

- École Saint Lawrence (Gros-Mécatina)

Enseignement en anglais du préscolaire à la 2e secondaire et Centre d'éducation aux adultes.
- École Mecatina (Gros-Mécatina)

Enseignement en anglais du préscolaire à la 5e secondaire et Centre d'éducation aux adultes.

- École Mountain-Ridge (Bonne-Espérance)

Enseignement en anglais au préscolaire et au primaire et Centre d'éducation aux adultes.
- École St-Paul (Bonne-Espérance)

Enseignement en anglais de la 1re à la 5e secondaire et Centre d'éducation aux adultes.

## Territoire
- Municipalité de la Côte-Nord-du-Golfe-du-Saint-Laurent
- Municipalité de Blanc-Sablon
- Municipalité de Bonne-Espérance
- Municipalité de L'Île-d'Anticosti
- Municipalité de Gros-Mécatina
- Municipalité de Saint-Augustin

## Historique

### Une commission scolaire «pas comme les autres»
Le 14 avril 1967, l'Assemblée nationale du Québec sanctionnait la Loi 41, instituant la Commission scolaire de la Côte-Nord du golfe Saint-Laurent. Cette commission scolaire « pas comme les autres », dirigée par un administrateur, devenait responsable de quinze (15) localités, s'échelonnant de Kégaska à Blanc-Sablon, soit un territoire de 400 kilomètres de long non-relié par le réseau routier provincial québécois. La Loi 41 créait donc la première commission scolaire « unifiée » de la province de Québec, desservant une population française, anglaise et amérindienne de foi catholique et protestante et dispensant des cours de la maternelle jusqu'au secondaire inclusivement.
Par arrêté en conseil, le 18 juin 1975, le nom de la Commission scolaire de la Côte-Nord du Golfe St-Laurent était changé pour celui de la Commission scolaire du Littoral.
Avant la création du district, plusieurs districts scolaires de divers ordres religieux contrôlaient la région, et aucun d'entre eux n'offrait un enseignement secondaire supérieur.
Par la Loi 48 sanctionnée le 18 juin 1976, le territoire de l'Île d'Anticosti était annexé à la Commission scolaire du Littoral.
Par suite d'ententes inter-gouvernementales, les Amérindiens acquièrent leur autonomie scolaire sur la réserve de Rivière-Saint-Augustin le 1er juillet 1990, et sur la réserve de La Romaine le 1er juillet 1991. Toutefois, la Commission scolaire maintient ses services dans les deux localités concernées afin de desservir la population non-amérindienne.
La Commission scolaire détient un statut particulier dans le sens qu'elle est administrée par un administrateur (qui est nommé par le Lieutenant gouverneur en conseil) qui remplace les commissaires d'écoles et le directeur général. Il exerce ses pouvoirs au moyen d'ordonnances dont copie est automatiquement transmise au Ministère qui prend la décision de l'entériner, ou de la désavouer en totalité ou en partie.
De plus, la Commission scolaire du Littoral se caractérise par le fait qu'elle n'est pas classée comme une commission scolaire linguistique.

## Logo de la Commission scolaire

### Couleurs
L'orange représente la terre et la chaleur de la population qu'il dessert.
Le turquoise (bleu-vert) représente la mer qui est omniprésente sur le territoire.

### Forme
Le trait vertical représente le territoire de la Basse-Côte-Nord et son immensité.
Le triangle  représente l'île d'Anticosti et le mouvement d'une vague qui rappelle également la devise « Contre vents et marées repoussons les frontières du savoir ».
Le tout forme un « L » pour Littoral.

### La typographie
La typographie utilisée est claire et permet d'identifier rapidement la Commission scolaire.